# Лазар Топалов
Лазар (Лазката) Григоров Топалов е български революционер, мехомийски войвода на Вътрешната македоно-одринска революционна организация.

## Биография
Лазар Топалов е роден на 12 октомври 1883 година в мехомийското село Белица, тогава в Османската империя.
Завършва второ училищно отделение. Занимава с овчарство, а след това работи в Румъния. Работи като кираджия и заедно с превозваните стоки доставя оръжие по канала Самоков - Рила - Белица - Пирин. Присъединява се към ВМОК и през 1902 година е десетар в четата на мичман Тодор Саев.
През Илинденско-Преображенското въстание е войвода на селската чета от Белица. Участва в боя при Белица на 18 септември 1903 година.
През 1907 година е четник при Георги Скрижовски. Към избухването на Младотурската революция в 1908 година е четник на Яне Сандански.
След започването на Балканската война през есента на 1912 година Лазар Топалов заедно с Йонко Вапцаров, Георги Занков, Лазар Колчагов, Таско Кочерински, Михаил Чаков, Андон Кьосето, Стефан Чавдаров, Пейо Яворов, Георги Николов и други събират сборна чета, която се ръководи от Христо Чернопеев. Заедно с 12-а рота от 27-и чепински полк четата атакува Мехомия. Лазар Топалов загива при нападението на 8 октомври 1912 година в местността Саровица.
Синът му Гоце Топалов е комунистически деец.